# West Lothian (hrabstwo historyczne)
West Lothian (także Linlithgowshire, gael. Lodainn an Iar) – hrabstwo historyczne w południowo-wschodniej Szkocji, obejmujące zachodnią część krainy historycznej Lothian, z ośrodkiem administracyjnym w Linlithgow.
Hrabstwo położone było na południowym wybrzeżu zatoki Firth of Forth, pomiędzy rzeką Almond na wschodzie a Avon na zachodzie. Teren hrabstwa był nizinny, urozmaicony przez niskie wzgórza. Graniczyło z hrabstwami Midlothian (Edinburghshire) na wschodzie i południu, Lanarkshire na południowym zachodzie oraz Stirlingshire na zachodzie. Powierzchnia hrabstwa wynosiła 311 km² (0,4% terytorium Szkocji). Liczba ludności w 1887 roku – 43 510, w 1951 roku – 88 577 (1,7% całkowitej populacji Szkocji).
Hrabstwo cechowało się żyznymi glebami i należało do najbardziej zasobnych w złoża mineralne (m.in. węgla, łupków bitumicznych, rud żelaza, wapienia). Na bazie tych zasobów naturalnych rozwinęły się tu rolnictwo i przemysł wydobywczy. Do głównych ośrodków miejskich należały Linlithgow, Bo’ness, Queensferry, Armadale, Bathgate oraz Broxburn.
Hrabstwo zlikwidowane zostało w wyniku reformy administracyjnej w 1974 roku, włączone do nowo utworzonego regionu Lothian. Od 1996 roku teren hrabstwa znajduje się w granicach jednostek administracyjnych (council area) West Lothian, Falkirk (miasto Bo’ness i okolice) oraz Edynburg (okolice miast Queensferry i Kirkliston).